# Martin Klingeberg
Martin Klingeberg (* 1961 in Braunschweig) ist ein deutscher Jazzmusiker (Trompete, Tenorhorn, Gesang, Komposition), der auch als Zeichner hervorgetreten ist.

## Leben und Wirken
Klingeberg erhielt als Kind eine musikalische Ausbildung auf der Blockflöte, dem Klavier und der Gitarre. Mit 13 Jahren erlernte er Trompete. Nach dem Abitur und dem Zivildienst absolvierte er zunächst eine Zimmermannslehre. Von 1986 bis 1992 studierte er am Hermann-Zilcher-Konservatorium in Würzburg im Hauptfach Trompete, zunächst klassisch und an der Schulmusik ausgerichtet, später am Jazz orientiert. 
1996 zog er nach Berlin, wo er seither als freier Musiker tätig ist. Neben Soloprojekten und Aktivitäten in Big Bands gewann die Tätigkeit als Studiomusiker (Stachelschweine, Udo Jürgens, Kim Fisher) und das Unterrichten an Bedeutung. Seit 2000 ist er auch als Theatermusiker aktiv, etwa in der Uraufführung von David Gieselmanns Herr Kolpert an der Schaubühne am Lehniner Platz (Inszenierung von Marius von Mayenburg und Wulf Twiehaus), seit 2003 in Georg Büchners Leonce und Lena (in der Regie von Robert Wilson) am Berliner Ensemble (Bühnenmusik von Herbert Grönemeyer); Wilson holte ihn auch zu seiner Inszenierung von Shakespeares Ein Wintermärchen (2005) und der Dreigroschenoper (2007). Weitere Arbeiten am Berliner Ensemble mit Claus Peymann, Sebastian Sommer oder Nicolas Charaux schlossen sich an. Zudem kam es zur Zusammenarbeit mit Tom Kühnel in Helden des 20. Jahrhunderts (Volksbühne). 
Als Jazzmusiker trat Klingberg mit John Tchicai, Conny Bauer, Uwe Kropinski, Leszek Zadlo, Andreas Willers, John Schröder, Martin Zenker, Kalle Kalima, Jean-Louis Rassinfosse, Sven-Åke Johansson (Das Marschorchester, 2017) und der New Manfred Schulze Formation auf. Weiterhin war er Mitglied der Nu-Jazz-Band Shank. Ulrich Gumpert holte ihn in seine WorkshopBand, Christian von der Goltz in sein CvdG Projekt. Außerdem leitet er seine Band Baby Bonk, mit der er bisher zwei Alben veröffentlichte. Er ist auch auf Alben von Geezer, Katharina Franck, Beate Sampson und Wir sind Helden zu hören.
Zudem arbeitete Klingeberg mit Kenneth Anders zusammen und illustrierte dessen Buch Hänsel und Gretel: Die Hexe war eigentlich eine interessante Frau (Aufland-Verlag 2014) mit Bleistift-Zeichnungen.

## Diskographische Hinweise
- Baby Bonk Sagt die Wahrheit (Konnex Records 2005, mit Kalle Kalima, Jan Roder, Michael Griener)
- Baby Bonk Mama (NRW Records 2008, mit Kalle Kalima, Michael Griener)